# Monika Partyk
Monika Partyk (ur. 28 września 1974 w Ząbkowicach Śląskich) – polska poetka, autorka tekstów piosenek i pieśni, krytyk i teoretyk muzyczny.

## Życiorys
Absolwentka Akademii Muzycznej w Krakowie (Teoria Muzyki) oraz podyplomowo Uniwersytetu Jagiellońskiego (Studia Literacko-Artystyczne) i Papieskiej Akademii Teologicznej (Dziennikarstwo). Jest stałym recenzentem Ruchu Muzycznego (od 2004) oraz autorką rocznika Piosenka. Przez lata pisała do Dziennika Polskiego oraz współpracowała z Polskim Wydawnictwem Muzycznym jako autorka haseł encyklopedycznych i redaktor. Mieszka w Krakowie.

## Twórczość
Jej twórczość poetycka koncentruje się wokół piosenki literackiej i pieśni oratoryjnej. Współpracuje z czołowymi kompozytorami tego nurtu: Zygmuntem Koniecznym, Włodzimierzem Korczem i Andrzejem Zaryckim, ponadto m.in.: Bartoszem Chajdeckim, Jerzym Satanowskim, Janem Kantym Pawluśkiewiczem, Ewą Kornecką, Maciejem Muraszką, Janem Wojdakiem, Krzysztofem Mroziakiem i Pawłem Stankiewiczem.
Teksty poetki wykonują m.in.: Alicja Majewska, Dorota Osińska, Zbigniew Wodecki, Olga Bończyk, Jacek Wójcicki, Marek Bałata, Jan Nowicki, Joanna Słowińska, Jaga Wrońska, Grzegorz Wilk, Łukasz Zagrobelny, Piotr Cugowski, Irena Santor, Michał Bajor, Mietek Szcześniak, Michał Sławecki, Dorota Miśkiewicz, Beata Paluch, Dorota Ślęzak, Barbara Gąsienica-Giewont, Hanka Wójciak, Marta Bizoń, Katarzyna Zielińska, Anna Szałapak, Janusz Szrom, Ryszard Cieśla, Anna Sroka, Katarzyna Sawczuk oraz Halina Winiarska, Jerzy Kiszkis i Andrzej Ferenc.
Jest autorką tekstów trzech oratoriów z serii „Artyści Janowi Pawłowi II w hołdzie”, stworzonych z okazji 5. rocznicy śmierci, beatyfikacji i kanonizacji papieża Polaka: Golgota polska (muz. A. Zarycki i W. Korcz – emisja TV w IV 2010), Święty (muz. Z. Konieczny i W. Korcz) i Sanctus (muz. W. Korcz – emisja TV w IV 2014), oratorium Rapsod o Cudzie nad Wisłą (muz. W. Korcz – 2010), Mszy Missa Assumptionnis (muz. B. Chajdecki – 2010), libretta musicalu operowego Łódź Story (muz. W. Korcz – 2013), recitalu Z nutą Jasminum (wykorzystującego i reinterpretującego muzykę filmową i teatralną Z. Koniecznego – 2014), oratorium Kazimierz Pułaski (muz. W. Korcz – 2019), kantaty o Julianie Przybosiu Równanie serca (muz. W. Korcz – 2021) oraz dziesiątków piosenek poetyckich, w tym Tchnienia wolności z serialu Czas honoru w wykonaniu K. Sawczuk, Jestem chora – poetyckiego tłumaczenia Je suis malade nagranego przez D. Osińską oraz Wszystko może się stać (zaprezentowanej w 2018 r. na KFPP w Opolu) i Żalu niebieskiego (pamięci Z. Wodeckiego) z repertuaru A. Majewskiej. Współpracuje z teatrami Krakowa, Rzeszowa i Torunia (spektakl muz. Siostry Parry), Warszawy (musical Powrót Wielkiego Szu) oraz krakowskimi kabaretami Piwnica pod Baranami i Loch Camelot.

## Dyskografia
Albumy autorskie
- 2010: Golgota polska (muz. A. Zarycki i W. Korcz, różni wykonawcy – Polskie Radio)
- 2011: Święty (muz. Z. Konieczny i W. Korcz, różni wykonawcy – Polskie Radio)
- 2014: Łódź Story (muz. W. Korcz, różni wykonawcy – Akademia Muzyczna w Łodzi)

Albumy współautorskie (wybór)
- 2011: Alicja Majewska Pieśni sakralne (Fonografika)
- 2013: Krajobraz rzeczy pięknych (muz. A Zarycki, różni wykonawcy – Zaszafie)
- 2013: Dorota Osińska Teraz (Universal Music Polska)
- 2014: Irena Santor Punkt widzenia (Polskie Radio)
- 2014: Kalendarz Dżentelmeni 2015 (różni wykonawcy – Pomaton)
- 2016: Alicja Majewska Wszystko może się stać (w tym utwór tytułowy; Sony Music Polska)
- 2017: Michał Bajor Od Kofty… do Korcza vol.2 (Sony Music Polska)
- 2019: Alicja Majewska Żyć się chce (Sony Music Polska)
- 2023: Legenda o żołnierzu polskim (różni wykonawcy – Opus Series)
- 2023: Kantata Równanie serca. Opowieść muzyczna o Julianie Przybosiu (różni wykonawcy – Dux Recording Producers)